# Ellrodtscher Gartenportikus

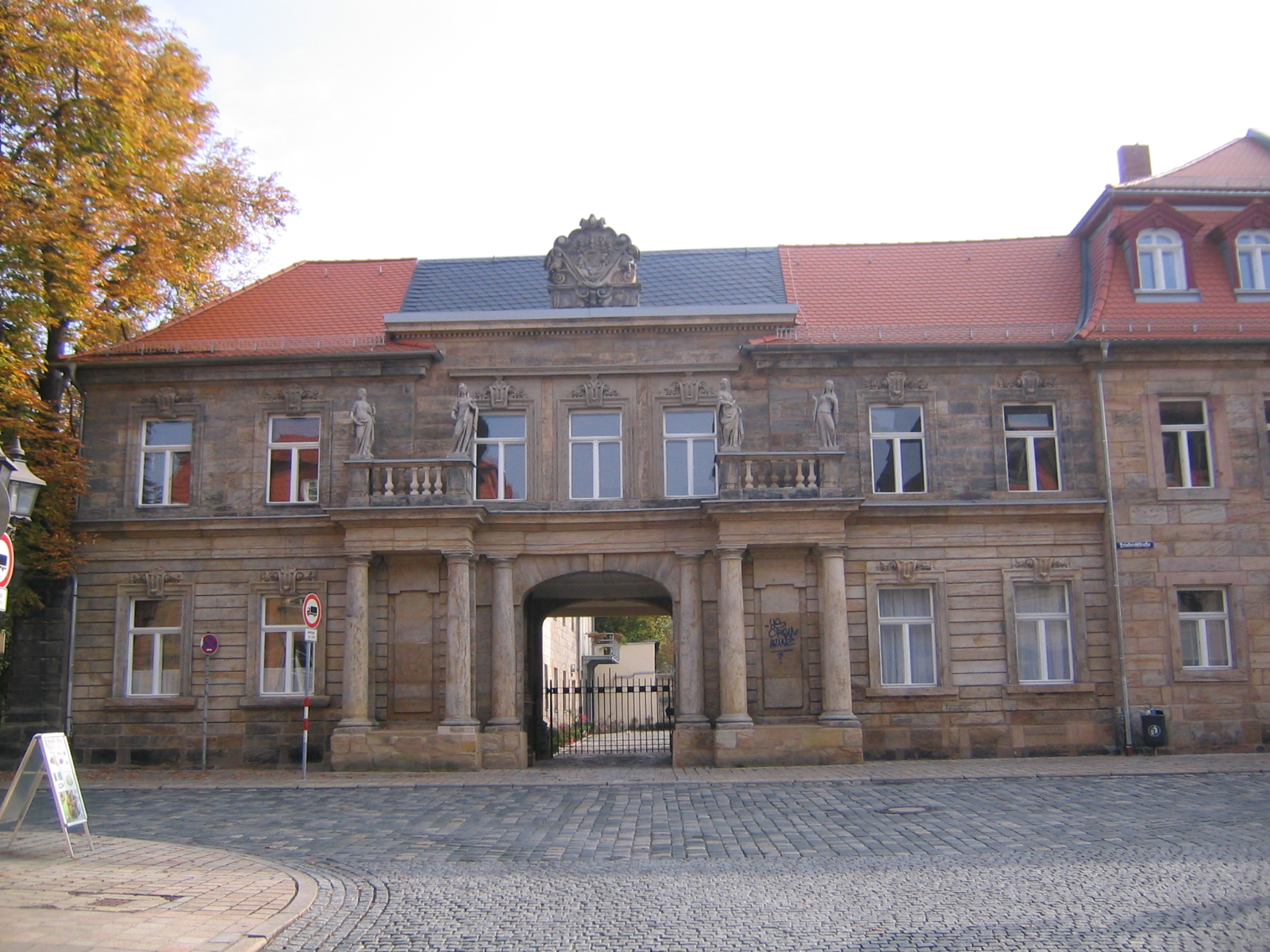
Ellrodtscher Gartenportikus (Straßenfront)

Der Ellrodtsche Gartenportikus ist ein kunstgeschichtlich und stadtgestalterisch bedeutendes Gebäude- und Gartenensemble in Bayreuth.

## Beschreibung

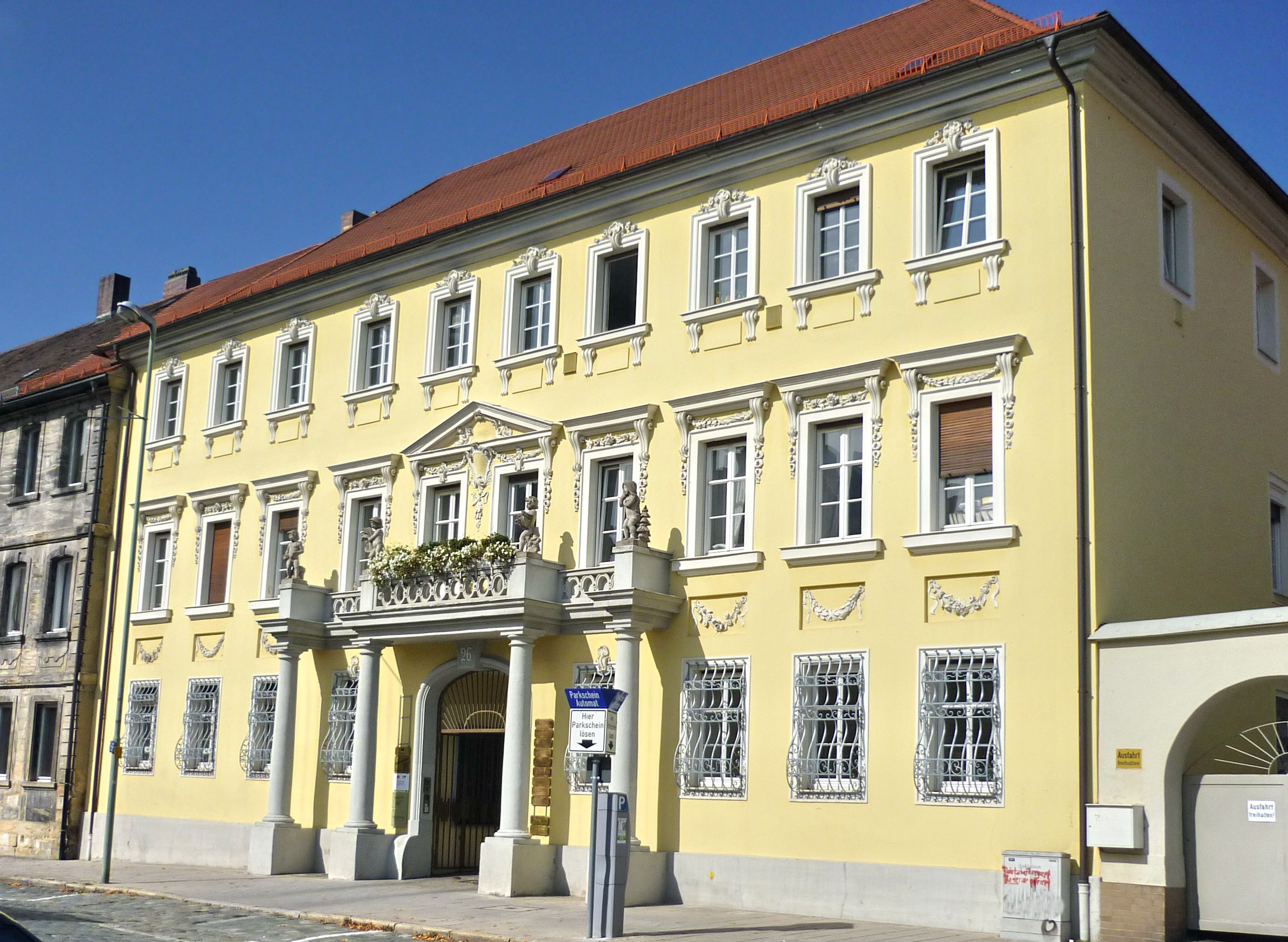
„Ellrodt’sches Palais“ in der Ludwigstraße

Das Gebäude befindet sich im historischen Stadtkern von Bayreuth, an der Friedrichstraße (Nr. 7), der Prachtstraße Bayreuths, gegenüber der Einmündung der Dammallee. Hinter dem Gebäude liegen ein Innenhof und ein Garten, der zusammen mit den Gärten des benachbarten Hauses Friedrichstraße 9, dem sogenannten Dekanatsgarten, und den Gartenanlagen der Regierung von Oberfranken ein Ensemble und eine grüne Oase im Zentrum der Stadt bildet.
Der Gartenportikus aus Sandstein diente ursprünglich als Toreinfahrt zu den Ellrodtschen Gärten, die hinter dem Wohnhaus („Ellrodt’sches Palais“) des markgräflichen Beamten von Ellrodt (Ludwigstraße 26) lagen. Er bestand ehemals aus zwei pavillonartigen, zweigeschossigen und zweiachsigen Gartenhäusern mit  Zeltdächern, verziert mit Säulenvorbauten an der Torseite und einer zurückgesetzten Balusterbrüstung darüber mit einem Wappen der Reichsgrafen von Ellrodt.

## Bedeutung
Der Gartenportikus ist historisch bedeutend und hat wie das gegenüberliegende Steingraeberanwesen eine einzigartige Außenfassadengestaltung. Durch die auffallenden Säulenvorbauten und die in vielen Details aufwändige Ausgestaltung des Frontalbaues als Portikus besitzt der Bau zudem besondere Bedeutung im Gesamtstraßenbild Bayreuths.
Das Gebäude steht unter Denkmalschutz und ist in der Bayerischen Denkmalliste eingetragen.

## Geschichte

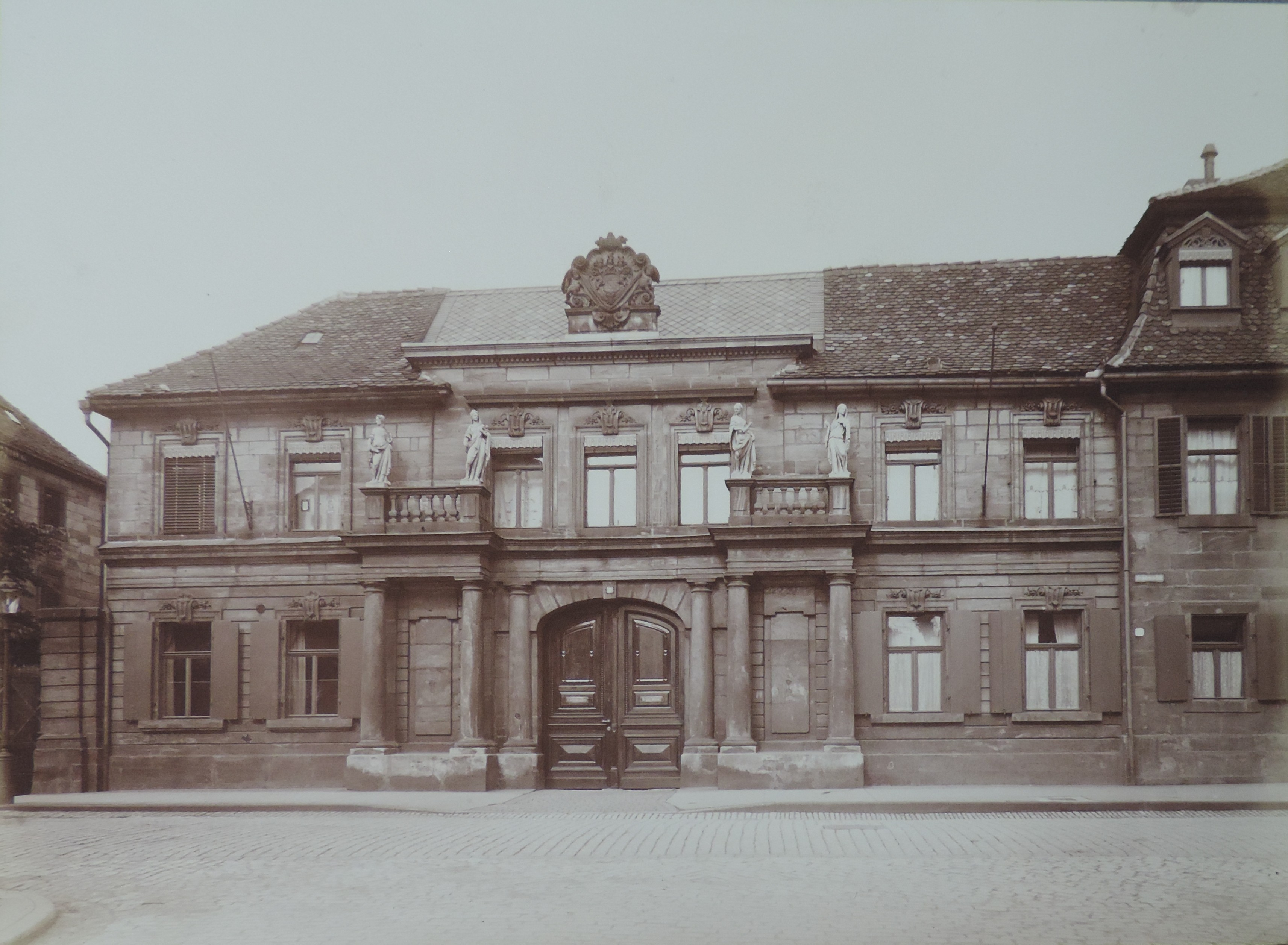
Ellrodtscher Gartenportikus, vor 1913

Der Bau wurde in den Jahren 1743 bis 1744 unter Leitung von Carl Philipp Christian von Gontard erstellt. 1856 eröffnete der Kaufmann Heinrich Scharrer im Anwesen ein Handelsgeschäft für Spiegel, Glasperlen und Perlspielzeug. Die Glasperlen aus den Glashütten des Fichtelgebirges, des Bayerischen Walds und des Böhmerwalds exportierte die Firma (ab 1864: H. Scharrer & Koch) in alle Welt.
1863 wurde ein größerer Umbau vorgenommen: Die Tordurchfahrt wurde um ein Geschoss aufgestockt, das Dach als durchgehendes Walmdach verändert. Der Hof wurde von Holzschuppen in U-Form umschlossen. Ein Treppenhaus und Stallungen im Hof wurden um das Jahr 1900 angebaut.
1909 erwarb der Urgroßvater der heutigen Eigentümer, Theo Köhler, das Gebäude und die Firma. Der Erste Weltkrieg ließ das Exportgeschäft einbrechen. In den 1920er Jahren forcierte man die Herstellung von Modeschmuck und Spielwaren. 1968 übergab Köhler das Unternehmen an seine Enkelin Sigrid Gottstein. Mit dem neuen Logo Sigikid wurde hochwertiges Spielzeug hergestellt. 1972 wurde die florierende Firma aus Platzgründen nach Mistelbach verlagert.
Nach dem Auszug des Unternehmens wurde das Haus für Wohnungen umgenutzt, um 2000 stand es mehrere Jahre leer. Durch den langen Leerstand verschlechterte sich die Bausubstanz und bot im Ensemble der Friedrichstraße ein negatives Bild. Daher wurde 2002 das Gebäude in ein benachbartes Sanierungsgebiet einbezogen. Die Baulichkeiten im Hof wurden Ende 2002 wegen Baufälligkeit abgerissen, das Gebäude hat damit zur Gartenseite hin die Form eines L. Heute befinden sich in dem historischen Gebäudekomplex Wohnungen mit gehobenem Komfort und junge Unternehmen, u. a. eine Finanzmaklerfirma und eine Werbeagentur.